# 大矶头遗址
大矶头，又称临湘矶、寡妇矶，是一处建于清代的人工水利工程，位于岳阳市云溪区陆城镇新设村马鞍山西北，长江南岸，利用自然山体和礁石修筑而成，是长江中下游水道上唯一保存的的人工矶头，为古代过往船只拉纤、树立航标的建筑。
光绪5年（1879年）由朝廷拨款，地方集资修建，占地1500多平方米，从下至上用花岗岩条石砌成三级平台，平台石墙上雕刻有3条浮雕蜈蚣，被认为有驯服水龙之威。综合考虑始建年代、保存现状、建筑特征以及社会价值等多方面因素，大矶头遗址被认为具有重大的历史、科学和艺术价值。
大矶头遗址于2006年被列为第八批湖南省文物保护单位，2013年列入第七批全国重点文物保护单位名单。

## 脚注
1. ↑  .   [2018-07-03]. （原始内容存档于2019-05-20）.
2. ↑  .   [2018-07-03]. （原始内容存档于2022-03-28）.
3. ↑  .   [2018-07-03]. （原始内容存档于2019-05-20）.
4. ↑  .   [2018-07-03]. （原始内容存档于2018-07-04）.

## 链接
- 全国重点文物保护单位—大矶头（页面存档备份，存于）